# Tamelordeamani
Tamelordeamani war ein nubischer König, der im dritten nachchristlichen Jahrhundert regierte.
Tamelordeamani ist nur von einer Opfertafel, die sich in Meroe fand, bekannt. Diese Opfertafel wird stilistisch sehr spät angesetzt und stammt eventuell aus der Pyramide Beg N27 in Meroe, doch ist das nicht sicher und damit auch die Zuschreibung der Pyramide unsicher. Auf der Opfertafel werden auch die Eltern von Tamelordeamani genannt. Sein Vater hieß Teritanide, seine Mutter Arqatanmakasa. Der Muttername ist auch als Name der Mutter von König Teqorideamani bezeugt, so dass vermutet wurde, dass Teqorideamani und Tamelordeamani Halbbrüder waren. Es kann aber auch nicht ausgeschlossen werden, dass es sich bei den Müttern um zwei verschiedene Frauen mit dem elben Namen handelte.